# Лампа (Чилі)
Лампа (ісп. Lampa) — місто в Чилі. Адміністративний центр однойменної комуни. Населення міста — 12 319 осіб (2002). Місто і комуна входить до складу провінції Чакабуко та Столичної регіону.

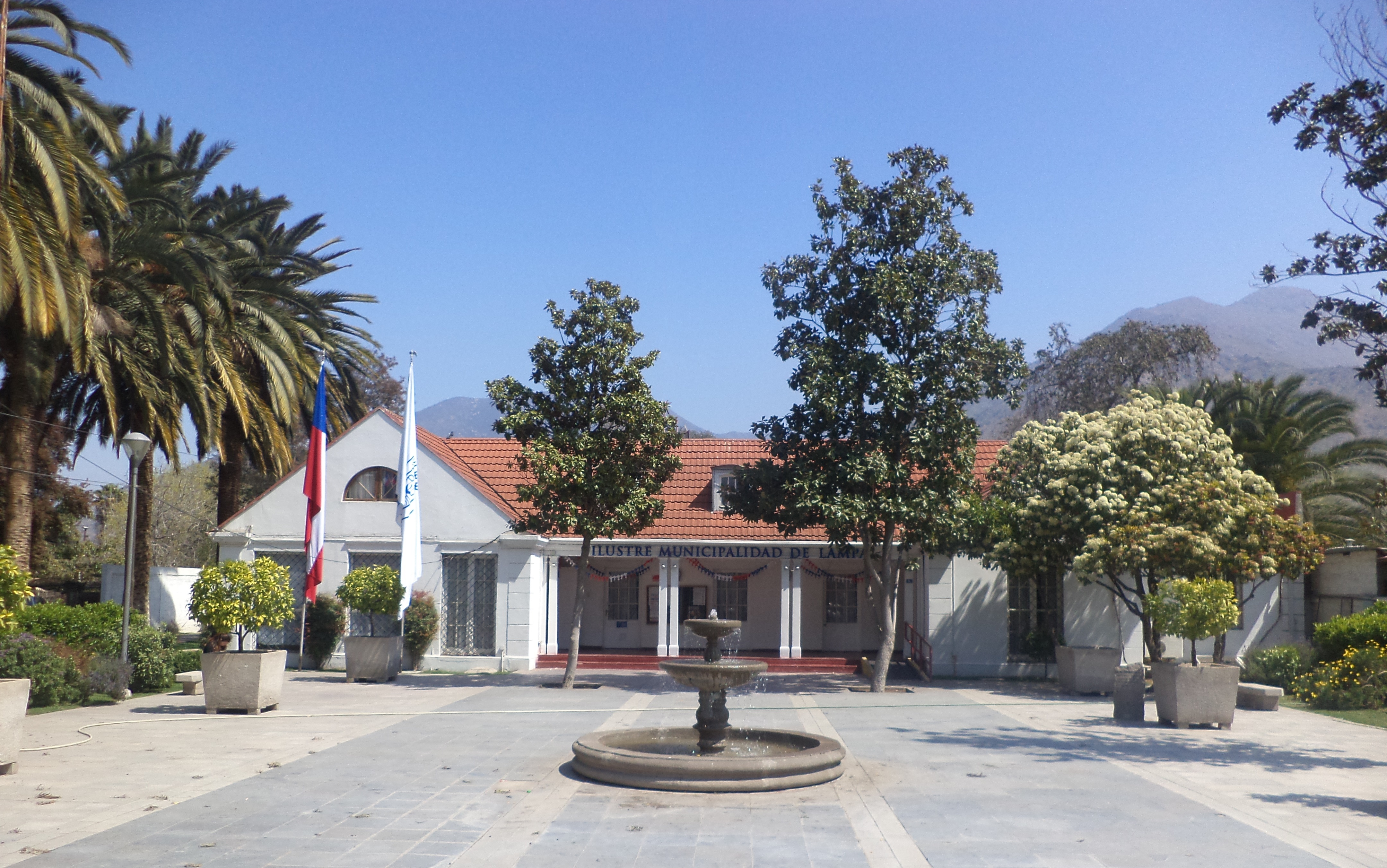
Муніципалітет комуни

Територія— 452 км². Чисельність населення — 102 034 мешканця (2017). Щільність населення — 225,7 чол./км².

## Розташування
Місто розташоване за 32 км на північний захід від столиці Чилі міста Сантьяго.
Комуна межує:
- на півночі — з комуною Тільтіль
- на сході — з комуною Коліна
- на півдні — з провінцією Сантьяго
- на заході — з комуною Куракаві